# Music.jp
music.jp是日本企業株式会社エムティーアイ（MTI Ltd.）經營的日本的數位音樂下載服務網頁。經營項目包括來電答鈴、全曲下載、來電旋律、歌詞等數位下載服務，手機與個人電腦及部分的智慧型手機可以利用。
音樂種類包含J-POP、地下音樂、搖滾樂、HIP HOP/R&B、CM、TV・連續劇・廣播、電影、動畫・特攝・遊戲、西洋音樂等。

## 外部連結
- 官方網站（页面存档备份，存于）